# Asijút
Asijút (arabsky أسيوط) je město v Egyptě, hlavní město guvernorátu Asijút. Bylo postaveno poblíž stejnojmenného starověkého města. Město má jednu z největších koptských křesťanských komunit v zemi.

## Památky
Ve městě se nachází Alexan Pasha Palace, který byl postaven v roce 1910 jako rezidence místní šlechtické rodiny. V jejím majetku zůstal do roku 1995, kdy ho koupil stát. Existují plány na jeho obnovu a přeměnu na muzeum.

## Partnerská města
- Iaşi, Rumunsko